# Niels Vigild
Niels Vigild (født 21. februar 1945 død 2. januar 2022 ) var en dansk skuespiller, der blev uddannet fra Odense Teater i 1967 og derefter fra Aalborg Teater i 1969.
Denne uddannelse blev fulgt op af studierejser til London, Berlin, Paris og Stockholm.
I tv har han kunnet ses i serierne Livsens ondskab, En by i provinsen, TAXA, Rejseholdet og Forsvar og i spillefilmene Ekko af et skud (1970) og Villa Paranoia (2004).